# Трихофагия
Трихофа́гия (от др.-греч. θρίξ (род. τριχός) — волос, волосы + φαγεῖν — питаться) — навязчивое поедание волос, часто связанное с трихотилломанией (вырывание волос на голове). При трихофагии с трихотилломанией люди глотают волосы, которые они вырывают у себя, в некоторых случаях это может привести к образованию комка из волос в органах желудочно-кишечного тракта. Трихофагия может быть связана с извращением вкуса при некоторых психических расстройствах, при этом больным могут поедаться любые волосы, не обязательно свои.

## История
Чаще всего в медицинской литературе о трихофагии сообщается, как о редком симптоме трихотилломании. Первым о трихофагии сообщил французский доктор М. Бодамант ещё в XVIII веке. Он обнаружил волосяной ком у 16-летнего юноши.

## Симптомы
При трихофагии человек поедает собственные волосы после того, как предварительно вырывает их на голове, либо других частях собственного тела. Чаще всего страдающие трихофагией поедают корни волос, однако и стержень также может быть съеден. В конечном счёте волосы могут скопиться в желудочно-кишечном тракте и образоваться в большой ком (безоар), который в свою очередь вызывает расстройство желудка и боль. Иногда страдающие трихофагией поедают волосы и других людей. В области психиатрии этот своеобразный «ритуал» поедания волос считают навязчивым психическим расстройством.

## Прогноз
Синдром Рапунцель — чрезвычайная форма скопления волос, в которой «хвост» этого скопления простирается в кишечник. Если данное явление не будет вовремя диагностировано, оно может привести к летальному исходу. В некоторых случаях необходимо хирургическое вмешательство для удаления волосяного кома из желудочно-кишечного тракта. Известен случай, когда 4,5 килограмма волос было удалено из желудка 18-летней девушки.